# Pohnpei
6°51′00″N 158°13′0″Ø / 6.85000°N 158.21667°Ø
Pohnpei, tidligere kaldt Ponape, er en af fire stater i Mikronesien. Den ligger øst i landet og er, med mere end 36.000 indbyggere (2010), landets næstmest folkerige stat, efter Chuuk.
Staten Pohnpei består af ca. 160 øer, hvoraf hovedøen Pohnpei er langt den største. Den er også hjemsted for Kolonia, hovedstaden i staten, ikke at forveksle med Colonia, hovedstaden i staten Yap.